# آلمان در المپیک
کشور آلمان در بازی‌های المپیک توانسته ۵۷۳ مدال در بازی‌های المپیک تابستانی و ۱۹۰ مدال در بازی‌های المپیک زمستانی کسب کند.

## جدول مدال‌ها بر پایه بازی‌ها

### بازی‌های المپیک تابستانی
| بازی              | ورزشکار                                      | طلا                                          | نقره                                         | برنز                                         | مجموع                                        | رتبه                                         |
| ۱۸۹۶ آتن          | ۱۹                                           | ۶                                            | ۵                                            | ۲                                            | ۱۳                                           | ۳                                            |
| ۱۹۰۰ پاریس        | ۷۸                                           | ۴                                            | ۲                                            | ۲                                            | ۸                                            | ۷                                            |
| ۱۹۰۴ سنت لوییس    | ۱۸                                           | ۴                                            | ۴                                            | ۵                                            | ۱۳                                           | ۲                                            |
| ۱۹۰۸ لندن         | ۸۱                                           | ۳                                            | ۵                                            | ۵                                            | ۱۳                                           | ۵                                            |
| ۱۹۱۲ استکهلم      | ۱۸۵                                          | ۵                                            | ۱۳                                           | ۷                                            | ۲۵                                           | ۶                                            |
| ۱۹۲۰ آنتورپ       | شرکت نداشت                                   |                                              |                                              |                                              |                                              |                                              |
| ۱۹۲۴ پاریس        | شرکت نداشت                                   |                                              |                                              |                                              |                                              |                                              |
| ۱۹۲۸ آمستردام     | ۲۹۶                                          | ۱۰                                           | ۷                                            | ۱۴                                           | ۳۱                                           | ۲                                            |
| ۱۹۳۲ لس آنجلس     | ۱۴۳                                          | ۳                                            | ۱۲                                           | ۵                                            | ۲۰                                           | ۹                                            |
| ۱۹۳۶ برلین        | ۴۳۳                                          | ۳۳                                           | ۲۶                                           | ۳۰                                           | ۸۹                                           | ۱                                            |
| ۱۹۴۸ لندن         | did not participate                          | did not participate                          | did not participate                          | did not participate                          | did not participate                          | did not participate                          |
| ۱۹۵۲ هلسینکی      | ۲۰۵                                          | ۰                                            | ۷                                            | ۱۷                                           | ۲۴                                           | ۲۸                                           |
| ۱۹۵۶–۱۹۶۴         | قسمتی از تیم متحد آلمان (EUA)                | قسمتی از تیم متحد آلمان (EUA)                | قسمتی از تیم متحد آلمان (EUA)                | قسمتی از تیم متحد آلمان (EUA)                | قسمتی از تیم متحد آلمان (EUA)                | قسمتی از تیم متحد آلمان (EUA)                |
| ۱۹۶۸–۱۹۸۸         | قسمتی از آلمان غربی (FRG) و آلمان شرقی (GDR) | قسمتی از آلمان غربی (FRG) و آلمان شرقی (GDR) | قسمتی از آلمان غربی (FRG) و آلمان شرقی (GDR) | قسمتی از آلمان غربی (FRG) و آلمان شرقی (GDR) | قسمتی از آلمان غربی (FRG) و آلمان شرقی (GDR) | قسمتی از آلمان غربی (FRG) و آلمان شرقی (GDR) |
| ۱۹۹۲ بارسلونا     | ۴۶۳                                          | ۳۳                                           | ۲۱                                           | ۲۸                                           | ۸۲                                           | ۳                                            |
| ۱۹۹۶ آتلانتا      | ۴۶۵                                          | ۲۰                                           | ۱۸                                           | ۲۷                                           | ۶۵                                           | ۳                                            |
| ۲۰۰۰ سیدنی        | ۴۲۲                                          | ۱۳                                           | ۱۷                                           | ۲۶                                           | ۵۶                                           | ۵                                            |
| ۲۰۰۴ آتن          | ۴۴۱                                          | ۱۳                                           | ۱۶                                           | ۲۰                                           | ۴۹                                           | ۶                                            |
| ۲۰۰۸ پکن          | ۴۶۳                                          | ۱۶                                           | ۱۰                                           | ۱۵                                           | ۴۱                                           | ۵                                            |
| ۲۰۱۲ لندن         | ۳۹۲                                          | ۱۱                                           | ۱۹                                           | ۱۴                                           | ۴۴                                           | ۶                                            |
| ۲۰۱۶ ریو د ژانیرو |                                              |                                              |                                              |                                              |                                              |                                              |
| ۲۰۲۰ توکیو        |                                              |                                              |                                              |                                              |                                              |                                              |
| مجموع             | مجموع                                        | ۱۷۴                                          | ۱۸۲                                          | ۲۱۷                                          | ۵۷۳                                          | ۷                                            |